# Fritz Freitag
Fritz Freitag (28. dubna 1894 – 10. května[zdroj?] 1945) byl německý důstojník Waffen-SS v hodnosti SS-Brigadeführer und Generalmajor der Waffen-SS a zároveň to byl i nositel Rytířského kříže.

## Mládí, první světová válka a počátky u policie
Narodil se 28. dubna roku 1894 ve východopruském městě Allenstein jako syn železničního úředníka. Po ukončení maturity na jaře 1914, vstupuje do armády 14. dubna téhož roku a je jako Fahnrich (Praporčík) zařazen ke pruskému 1. granátnickému pluku "Kronprinz" (Grenadier Regiment "Kronprinz" Nr. 1).
Během války byl čtyřikrát raněn a jeho působení jak na východní tak na západní frontě mu vyneslo oba stupně železného kříže. Od poloviny ledna do poloviny dubna roku 1919 sloužil u jednotek Freikorps a poté, co je opustil, tak nastoupil na univerzitu ke studiu medicíny a přírodopisu. Studia však předčasně ukončil a vstoupil dne 1. února 1920 k východopruské Sicherheitspolizei (Bezpečnostní policie), která byla později přeměněna na Schutzpolizei (Ochranná policie).
Jeho policejní služba začala ve městě Elbing, kde z počátku sloužil jako velitel čety a později jako velitel roty. V roce 1933 přestoupil na krátkou dobu k Landespolizei (Zemská policie). Dne 1. května téhož roku vstoupil do NSDAP a o rok později se vrátil zpět ke Schutzpolizei již jako major a stal se velitelem Schutzpolizei Abschnitte "Mitte" (Úsek ochranné policie "Střed").
V lednu roku 1936 byl převelen do policejní důstojnické školy v Berlíně-Köpenicku a stal se zde náčelníkem štábu a instruktorem taktiky. V těchto funkcích zůstal až do 20. dubna 1939, kdy byl povýšen na podplukovníka (Oberstleutnant) a stal se velitelem celé školy.

## Druhá světová válka
Z policejní školy odešel 30. října, 1939, kdy sloužil jako náčelník štábu u 3. policejního pluku (Polizei Regiment Nr. 3) a později i jako náčelník štábu u vyššího policejního velitele přidělenému ke 14. armádě. Po skončení polské kampaně byl odvelen do Fürstenfeldbrucku, kde velel tamní policejní důstojnické škole až do prosince 1940.
Již však 1. května stejného roku vstoupil do SS jako SS-Obersturmbannführer a zpočátku byl přidělen k 6. administrativnímu úseku. Od srpna 1941 působí jako náčelník štábu u motorizované 1. SS-Infanterie-Brigade, která se nachazela právě na východní frontě. V polovině prosince téhož roku byl převelen k 5. SS-Panzer Division „Wiking“, kde měl za úkol cvičit v poli, aby se mohl stát plukovním velitelem. Jeho jmenování velitelem pluku bylo však zrušeno a dne 15. prosince byl převelen k Polizei-Schutzen-Regiment 2 (později přeměněn na SS-Polizei-Regiment 2) u kterého se stal jeho velitelem.
Během března 1942 byl pověřen velením Kampfgruppe "Ost" ve Volchovské oblasti, při čemž jeho bojová skupina pronikla hluboko za nepřátelské sovětské linie a za třicetistupňových mrazů a neustálého nepřátelského dělostřeleckého ostřelování zneškodnila ruské zásobovací linie.
O měsíc později, přesněji 14. dubna, podnikly sovětské síly pomocí silné tankové podpory protiútok s cílem dobýt zpět zásobovací linie, avšak jeho jednotka pod jeho velením útok odrazila a zbylé sovětské jednotky obklíčila. Za tyto akce obdržel na návrh velitele divize SS-Gruppenführera Alfreda Wünnenberga dne 30. dubna, 1943 německý kříž ve zlatě.
Dne 10. května 1945 spáchal sebevraždu.

## Shrnutí vojenské kariéry

### Data povýšení
- Fahnrich - 14. duben, 1914
- Leutnant der Reserve - 6. listopad, 1915
- Oberleutnant
- Hauptmann der Schutzpolizei - 1923
- Major der Schutzpolizei - červenec, 1934
- Oberstleutnant der Schutzpolizei - 20. duben, 1939
- SS-Obersturmbannführer - 1. září, 1940
- SS-Standartenführer - 20. duben, 1942
- Oberst der Schutzpolizei - 8. květen, 1943
- SS-Oberführer - 6. srpen, 1943
- SS-Brigadeführer und Generalmajor der Waffen-SS

### Přehled vyznamenání
- Rytířský kříž železného kříže - 30. září, 1944
- Německý kříž ve zlatě - 30. duben, 1943
- Královský pruský domácí řád Hohenzollernů s meči - 4. červen, 1918
- Pruský železný kříž I. třídy - (první světová válka)
- Pruský železný kříž II. třídy - (první světová válka)
- Rakouský vojenský záslužný kříž III. třídy s válečnou ozdobou
- Spona k pruskému železnému kříži I. třídy - 6. březen, 1942
- Spona k pruskému železnému kříži II. třídy - 5. únor, 1942
- Válečný záslužný kříž II. třídy s meči
- Medaile za východní frontu
- Odznak za zranění ve zlatě - 11. srpen, 1944
- Odznak za zranění ve stříbrném - (první světová válka)
- Kříž cti
- Totenkopfring
- Říšský sportovní odznak ve stříbře
- Domácí vysoce uctívaný řád (první světová válka)